# Olivier Panis
Olivier Panis (Oullins, Lyon, Francia; 2 de septiembre de 1966) es un expiloto francés de automovilismo. Corrió 11 temporadas en Fórmula 1, ganando una carrera.

## Trayectoria deportiva
Como muchos otros pilotos, Panis comenzó su carrera como piloto en los karts. Tras su paso por esta categoría pasó varios años en categorías "junior" antes de pasar a la Fórmula 3 Francesa.  Tras coronarse en esa categoría en 1991, paso a la Fórmula 3000 donde también obtuvo el campeonato en 1993.
Por entonces, con 27 años de edad, Panis consiguió en 1994 un puesto en la máxima categoría, en el equipo francés Ligier. Logró un segundo puesto en Hockenheimring y completó el campeonato de pilotos en undécima posición.
Al año siguiente, Panis volvió a lograr un segundo puesto, esta vez en el Gran Premio de Australia de 1995, no obstante finalizó a dos vueltas del ganador. Una serie de cuartos lugares en otras carreras le permitieron al piloto galo terminar en el octavo lugar del campeonato.
Sin embargo, el momento culminante de la carrera de Panis se produjo en el Gran Premio de Mónaco de 1996. Bajo una lluvia torrencial el piloto francés mostró sus mejores dotes en una carrera en la que solo cuatro coches pudieron finalizar la prueba. Esta victoria fue la primera en sesenta y seis años de competición en los que el primer lugar en Mónaco quedaba en manos de un piloto francés y en una escudería francesa. De todas formas fue el único destello en una temporada gris para el piloto donde, quitando esta carrera, no logró pasar del quinto puesto.
Panis tenía todo el potencial para realizar una buena temporada en 1997, ahora bajo el mando de Alain Prost, que había adquirido Ligier.  Tras seis carreras, ocupaba el tercer lugar en el campeonato gracias a un segundo puesto en España y un tercer lugar en Brasil.  Sin embargo, un accidente en Canadá le costaron una pierna rota y ocho carreras sin participar.  Tras su reaparición no mostró señales de molestia y pudo volver a su nivel de comienzos de temporada, finalizando el campeonato en un aceptable noveno lugar, considerando las anteriores circunstancias.
En 1998, sin embargo, las cosas no pudieron ser peores para Panis. En gran parte debido a la baja fiabilidad de su bólido Panis no pudo anotar ni un solo punto en toda la temporada. La temporada siguiente tan solo logró dos puntos, tras lo cual finalizó su relación con Prost.
A pesar de esta situación Panis estuvo a punto de entrar a pilotar uno de los Williams pero, en cambio, optó por aceptar un puesto como piloto de pruebas en McLaren. Esto le permitió mostrarse ante otros equipos de la categoría y acabó firmando contrato con BAR en 2001. Sin embargo, BAR no resultó ser el gran equipo que muchos esperaban y en el año 2002 pilotando el modelo BAR 004 acabó en el puesto catorce en el campeonato con tan solo tres puntos. 
En la 2003 Panis fue fichado por Toyota, equipo que empezaba su segundo año en la categoría y que requirió sus servicios para que aportase sus conocimientos y sirviese de guía a su debutante compañero Cristiano da Matta.  Sin embargo el resultado final para el piloto fue el mismo que los dos años anteriores. Se destacó especialmente en las pruebas clasificatorias de cada gran premio en la lucha por la pole position.
El piloto permaneció en Toyota en 2004 su décima temporada en la Fórmula 1. A principios de octubre de ese año Panis anunció su intención de retirarse de la máxima categoría tras el Gran Premio de Japón, aunque permaneció en la escudería japonesa dos años más como piloto de pruebas hasta diciembre de 2006, donde puso fin en el Circuito Permanente de Jerez a doce años vinculado a la Fórmula 1.  En el momento de retirarse era el segundo piloto más veterano de la categoría con cuarenta años de edad, solo por detrás de Jacques Laffite, quien se retiró en 1986 con 42 años y 9 meses de edad.
Actualmente corre el Trophée Andros (carreras en circuitos de hielo) con un Skoda siendo su compañero de equipo Jaques Villeneuve

## Resultados

### Fórmula 1
(Clave) (negrita indica pole position) (cursiva indica vuelta rápida)

| Año     | Escudería                | 1       | 2       | 3       | 4       | 5       | 6       | 7       | 8       | 9       | 10      | 11      | 12      | 13      | 14      | 15      | 16      | 17      | 18  | 19  | Pos. | Puntos |
| ------- | ------------------------ | ------- | ------- | ------- | ------- | ------- | ------- | ------- | ------- | ------- | ------- | ------- | ------- | ------- | ------- | ------- | ------- | ------- | --- | --- | ---- | ------ |
| 1994    | Ligier Gitanes Blondes   | BRA 11  | PAC 9   | SMR 11  | MON 9   | ESP 7   | CAN 12  | FRA Ret | GBR 12  | GER 2   | HUN 6   | BEL 7   | ITA 10  | POR DSQ | EUR 9   | JPN 11  | AUS 5   |         |     |     | 11.º | 9      |
| 1995    | Ligier Gitanes Blondes   | BRA Ret | ARG 7   | SMR 9   | ESP 6   | MON Ret | CAN 4   | FRA 8   | GBR 4   | GER Ret | HUN 6   | BEL 9   | ITA Ret | POR Ret | EUR Ret | PAC 8   | JPN 5   | AUS 2   |     |     | 8.º  | 16     |
| 1996    | Ligier Gauloises Blondes | AUS 7   | BRA 6   | ARG 8   | EUR Ret | SMR Ret | MON 1   | ESP Ret | CAN Ret | FRA 7   | GBR Ret | GER 7   | HUN 5   | BEL Ret | ITA Ret | POR 10  | JPN 7   |         |     |     | 9.º  | 13     |
| 1997    | Prost Gauloises Blondes  | AUS 5   | BRA 3   | ARG Ret | SMR 8   | MON 4   | ESP 2   | CAN 11† | FRA     | GBR     | GER     | HUN     | BEL     | ITA     | AUT     | LUX 6   | JPN Ret | EUR 7   |     |     | 9.º  | 16     |
| 1998    | Gauloises Prost Peugeot  | AUS 9   | BRA Ret | ARG 15† | SMR 11† | ESP 16† | MON Ret | CAN Ret | FRA 11  | GBR Ret | AUT Ret | GER 15  | HUN 12  | BEL DNS | ITA Ret | LUX 12  | JPN 11  |         |     |     | 22º  | 0      |
| 1999    | Gauloises Prost Peugeot  | AUS Ret | BRA 6   | SMR Ret | MON Ret | ESP Ret | CAN 9   | FRA 8   | GBR 13  | AUT 10  | GER 6   | HUN 10  | BEL 13  | ITA 11† | EUR 9   | MYS Ret | JPN Ret |         |     |     | 16.º | 2      |
| 2001    | Lucky Strike BAR Honda   | AUS 7   | MYS Ret | BRA 4   | SMR 8   | ESP 7   | AUT 5   | MON Ret | CAN Ret | EUR Ret | FRA 9   | GBR Ret | GER 7   | HUN Ret | BEL 11  | ITA 9   | USA 11  | JPN 13  |     |     | 14.º | 5      |
| 2002    | Lucky Strike BAR Honda   | AUS Ret | MYS Ret | BRA Ret | SMR Ret | ESP Ret | AUT Ret | MON Ret | CAN 8   | EUR 9   | GBR 5   | FRA Ret | GER Ret | HUN 12  | BEL 12† | ITA 6   | USA 12  | JPN Ret |     |     | 14.º | 3      |
| 2003    | Panasonic Toyota Racing  | AUS Ret | MYS Ret | BRA Ret | SMR 9   | ESP Ret | AUT Ret | MON 13  | CAN 8   | EUR Ret | FRA 8   | GBR 11  | GER 5   | HUN Ret | ITA Ret | USA Ret | JPN 10  |         |     |     | 15.º | 6      |
| 2004    | Panasonic Toyota Racing  | AUS 13  | MYS 12  | BHR 9   | SMR 11  | ESP Ret | MON 8   | EUR 11  | CAN DSQ | USA 5   | FRA 15  | GBR Ret | GER 14  | HUN 11  | BEL 8   | ITA Ret | CHN 14  | JPN 14  | BRA |     | 14.º | 6      |
| 2005    | Panasonic Toyota Racing  | AUS     | MYS     | BHR     | SMR     | ESP     | MON     | EUR     | CAN     | USA     | FRA TD  | GBR     | GER     | HUN     | TUR     | ITA     | BEL     | BRA     | JPN | CHN | –    | –      |
| Fuente: |                          |         |         |         |         |         |         |         |         |         |         |         |         |         |         |         |         |         |     |     |      |        |

| Predecesor: Luca Badoer | Campeón de Fórmula 3000 Internacional 1993 | Sucesor: Jean-Christophe Boullion |